# Berdeniella caucasica
Berdeniella caucasica är en tvåvingeart som beskrevs av Wagner 1981. Berdeniella caucasica ingår i släktet Berdeniella och familjen fjärilsmyggor. Inga underarter finns listade i Catalogue of Life.